# Belgische federale verkiezingen 2010/Kandidatenlijsten/LDD
Dit zijn de kandidatenlijsten van LDD voor de Belgische federale verkiezingen van 2010. De verkozenen staan vetgedrukt.

## Antwerpen

### Effectieven
1. Rob Van De Velde
2. Lieve Van Ermen
3. Barbara De Backer
4. Geert De Westelinck
5. Jo Goovaerts
6. Carine Aerts
7. Astrid Verbert
8. Jan Verelst
9. Kris Vandyck
10. Ria Van Noppen
11. Dimitri Decock
12. Ann Vuylsteke
13. Peter Calluy
14. Rudi Smets
15. Ramesh Kenis
16. Jeannine Truyts
17. Mireille Vanheerentals
18. Guy Lauryssen
19. Yolande Vander Velde
20. Dave Witteboon
21. Jenny Louncke
22. Kris Matheussen
23. Jaimie Nauwelaerts
24. Moniek Denhaen

### Opvolgers
1. Guy Paulis
2. Demi Braet
3. Luc Rochtus
4. Jackie Van Beurden
5. Tania Possemiers-Suetens
6. Jurgen Verstrepen
7. Tania Van Rompaey
8. Sieglinde Crommen
9. Sylvia Dolders
10. Marcel Verbert
11. Cis Dox
12. Geert Legein
13. Niki Gabay-Hausemer

## Brussel-Halle-Vilvoorde

### Effectieven
1. Piet Deslé
2. Yvienne Vandenberghe
3. David Van Hecke
4. Jo Vanderstraeten
5. Monique Croes
6. Daisy Vander Elst
7. Steve Goethaert
8. David Vandenberghe
9. Kim Maes
10. Jan De Ridder
11. Suzy Goovaerts
12. Arnold Vereeken
13. Stefan De Roo
14. Soline Van Eeckhout
15. Ronny Vercauteren
16. Angelina Torosyan
17. Marc Temmerman
18. Chantal Vandenberghe
19. Babeth Van Son
20. Valérie Exterbille
21. Wiske Bosteels
22. Willy Teirlinck

### Opvolgers
1. Wim Wauters
2. Yvienne Vandenberghe
3. Chris Vandergucht
4. Jeremy Meeus
5. Lydia Dauw
6. André Bremans
7. Christel Vanderheyden
8. Steven Deneyer
9. Gladys Maya
10. Jarka Goethals
11. Jean-Pierre Bosmans
12. Suzy Goovaerts

## Leuven

### Effectieven
1. Stef Goris
2. Nathalie Theys
3. Steven Bruffaerts
4. Sigrid Van Obbergen
5. Herman Pelgrims
6. Ingrid Van Hoof
7. Peter Reekmans

### Opvolgers
1. Nathalie Theys
2. Tom Aerts
3. Gerarda Van De Vondel
4. Mark Binon
5. Leen Flamand
6. Dirk Vijnck

## Limburg

### Effectieven
1. Lode Vereeck
2. Sylvia Nijs
3. Steven Stijnen
4. Els Jacobs
5. Armin Box
6. Celine Morreale
7. Eric Vos
8. Nancy Hauwelaert
9. Kim Hajek
10. Luc Schepens
11. Linda Lambrechts
12. Peter Tielens

### Opvolgers
1. Patrick Panis
2. Liesbet Deben
3. Rudy Heyligen
4. Elke Evers
5. Jacques Smeets
6. Christa Celen
7. Jan Marechal

## Oost-Vlaanderen

### Effectieven
1. Rudi De Kerpel
2. Isabelle De Clercq
3. Cemal Cavdarli
4. Erik Berth
5. Bruno Cheyns
6. Patrick Delen
7. Sally Van Den Bergh
8. Winnie Meeus
9. Marie-Jeanne Verbeerst
10. Annette Vanden Berghe
11. Jean-Paul Brijs
12. Katty Carion
13. David Neyskens
14. Eric Collier
15. Micheline De Cock
16. Marc Van Canegem
17. Broni Serras
18. Elfriede Van Sande
19. Patricia De Waele
20. Boudewijn Bouckaert

### Opvolgers
1. Rudy Corijn
2. Christine Henderickx
3. Ronny Vermeulen
4. Jacques Van Overschelde
5. Martine Van Gulck
6. Robert De Coster
7. Kimberly De Moor
8. Michael Van Wassenhove
9. Debby Barbion
10. Betty Drielinck-Dewolf
11. Steven Everaert

## West-Vlaanderen

### Effectieven
1. Jean-Marie Dedecker
2. Stephanie Depuydt
3. Ulla Werbrouck
4. Jan Watteeuw
5. Karel Deruwe
6. Wouter Van Caeneghem
7. Karolien Remy
8. Marianne Cnockaert
9. Jan Vandenberghe
10. Véronique Ducastel
11. Phillippe Braekman
12. Carine Deschryvere
13. Heidi Pinte
14. Valerie Delva
15. Johan Seynaeve
16. Marc Vanden Bussche

### Opvolgers
1. Paul Vanhie
2. Lut Wille
3. Youri Bultynck
4. Katrijn D'Hooghe
5. Björn Vermeersch
6. Reinhilde Vandorpe
7. Steven Laplasse
8. Nathalie Deforche
9. Ivan Sabbe

## Senaat

### Effectieven
1. Anne De Baetzelier
2. Kris Daels
3. Britt Vreysen
4. Jan Van Puyvelde
5. Anne Van Hoof
6. Yves Andriessen
7. Gianni Boone
8. Regina Vandenbroucke
9. Lieve Van Gompel
10. Patrick Verduyckt
11. Kris De Maere
12. Suada Mulahasanovic
13. Yves Muylle
14. Maria Leus
15. Ives Hansoul
16. Rudi Philtjens
17. Linda Schiffeleers
18. Sri Van Lishout
19. Nico Harboort
20. Hugo Lammens
21. Kathy De Wilde
22. Nicole Heirwegh
23. Diane Geens
24. Jan Vandenbussche
25. Henk Dierendonck

### Opvolgers
1. Noëlla Appermans
2. Willy Moors
3. Lut Everaert-De Bisschop
4. Eric Vanderperre
5. Walter Van Peeterssen
6. Jacqueline Deschrijvere
7. Rony Kyndt
8. Dorine Demeulemeester
9. Francisca Smets
10. Jean-Paul Reekmans
11. Leen Vanbrabant
12. Carine Mestdagh
13. Bruno Vermeeren
14. Thierry Vinck